# Manos a la obra
Manos a la obra es una serie de televisión de comedia española producida por Aspa Vídeo y Acanto Cine & Vídeo, emitida originalmente por la cadena Antena 3, en horario estelar, entre el 8 de enero de 1998 y el 22 de julio de 2001. Consta de 130 episodios, distribuidos en seis temporadas, y está protagonizada por Carlos Iglesias y Ángel de Andrés López.

## Argumento
La serie narra las peripecias de Manolo (Ángel de Andrés López) y Benito (Carlos Iglesias), dos albañiles de obras menores y amigos desde la juventud que, sin maldad alguna, siempre acaban destrozando el trabajo para el que han sido contratados, allí donde se les envíe. Ambos han pasado el ecuador de los cuarenta años y viven en el céntrico y tradicional barrio de Lavapiés (Madrid). Son socios al 50% («fifty-fifty», como asevera Benito) de la empresa de reformas en general Manolo y Compañía (o según Benito, Benito y Compañía). Para sacar adelante el taller de chapuzas cuentan con la ayuda de Tato (Jorge Calvo), el rústico sobrino de Manolo recién llegado de su pueblo, y de Tania (Kim Manning) una fontanera polaca «putamadre» (tal como se presenta ante los clientes).
Reciben la mayoría de los encargos de parte de su relaciones públicas particular, el super-fashion decorador de interiores Tino (Fernando Cayo), trabajando a menudo en zonas de la alta sociedad, donde no siempre se saben mezclar y en las que siempre terminan haciendo gala de su campechanismo.
Sus historias y vivencias se desarrollan en una castiza corrala (edificio que rodea a una plaza, accediéndose a las viviendas desde el exterior), donde todos los personajes residen. En ella se sitúan el local de la empresa de albañilería de los protagonistas (en la ficticia calle Lanzarote nº 20) y el bar La Molleja, sitio donde el dúo de operarios y demás personajes hacen lo que quieren con su sufrido camarero, Evaristo (Evaristo Calvo), que siempre les insiste en que deben tomar algo si quieren estar allí. También se encuentran otros negocios, como el gimnasio de fitness Olimpia o una tienda de decoración La Oca.
La serie también profundiza en otros ámbitos distintos al profesional, dónde se da a conocer la faceta más tierna y afectiva de los personajes: la relación madre-hijo entre Carmina (Carmen Rossi) y Benito, o las trifulcas matrimoniales de Adela (Nuria González) y Manolo.

## Episodios
Se realizaron un total de 130 episodios, divididos en 6 temporadas, entre los años 1998 y 2001, con una duración de 55 minutos de media por episodio. 
| Temporada | Temporada | Capítulos | Estreno                  | Final               |
| --------- | --------- | --------- | ------------------------ | ------------------- |
|           | 1         | 23        | 8 de enero de 1998       | 18 de junio de 1998 |
|           | 2         | 40        | 17 de septiembre de 1998 | 1 de julio de 1999  |
|           | 3         | 30        | 9 de septiembre de 1999  | 13 de abril de 2000 |
|           | 4         | 11        | 27 de abril de 2000      | 13 de julio de 2000 |
|           | 5         | 13        | 26 de diciembre de 2000  | 22 de marzo de 2001 |
|           | 6         | 13        | 22 de abril de 2001      | 22 de julio de 2001 |
| Total     | Total     | 130       | 8 de enero de 1998       | 22 de julio de 2001 |

## Reparto

### Reparto protagonista
| - Carlos Iglesias - Benito Lopera Perrote (Temporadas 1 - 6) (1998 - 2001) - Ángel de Andrés López - Manuel «Manolo» Jumilla Pandero (Temporadas 1 - 6) (1998 - 2001) - Carmen Rossi - Carmina Perrote Torres (Temporadas 1 - 6) (1998 - 2001) - Kim Manning - Tania Biezka Salianova (Temporadas 1 - 6) (1998 - 2001) - Fernando Cayo - Faustino «Tino» Ormaechea (Temporadas 1 - 5) (1998 - 2001) - Nuria González - Adela Castañeja (Temporadas 1 - 4) (1998 - 2000) - Jorge Calvo - Protestato «Tato» Leal Jumilla (Temporadas 1 - 4) (1998 - 2000) - Silvia Marsó - Noelia (Temporadas 1 - 2) (1998) - Jesús Vázquez - Tony (Temporada 1) (1998) - Antonio Medina - Paulino (Temporada 1) (1998) - Mónica Cano - Lorenza «Loren» (Temporadas 5 - 6) (2000-2001) - Mónica Cervera - Nicolasa «Nico» (Temporadas 5 - 6) (2001) | - Jorge San José - Nico (Temporadas 1 - 2) (1998) - María Jesús Herranz - Rosita (Temporada 1) (1998) - Enrique Escudero - Miguelito (Temporadas 1 - 6) (1998 - 2001) - Evaristo Calvo - Evaristo (Temporadas 2-4) (1998 - 2000) - Luis Varela - Luciano (Temporadas 2 - 3, 5) (1998 - 2001) - Lourdes Bartolomé - Rufa (Temporada 2) (1998 - 1999) - Carola Manzanares - Pepita (Temporada 2) (1998 - 1999) - Tomas Sáez - Antonio (Temporadas 3 - 6) (1999 - 2001) - Rosana Blanco - Beatriz de Diego (Temporada 3) (1999) - Silvia Espigado - Romy (Temporada 3) (1999 - 2000) - Mariana Carballal - Rosalía (Temporadas 4 - 6) (2000 - 2001) - Antonio Chamorro - Mariano (Temporadas 5 - 6) (2001) - Estela Redondo - Jenny (Temporada 6) (2001) |

### Dúo protagonista
- Benito Lopera Perrote (Carlos Iglesias) (1998-2001), hijo cuarentón de Carmina, una ama de casa aficionada al ganchillo; y de Julián, un difunto almohadillero de la plaza de toros de Zaragoza, el cual murió un caluroso día de agosto a las 5 de la tarde, al ser empitonado en el dorso por un toro de nombre Bragado mientras acomodaba a un orondo señor que se estaba fumando un gran puro. A Benito le gusta contar esta historia siempre que puede a cualquier persona, sea conocida o no. Es albañil y miembro de la empresa Manolo y Compañía, socio de Manolo y amigo de este desde la infancia. Se autoconsidera el introductor del gotelé en España, y para aplicarlo utiliza una máquina manual y arcaica a la que llama cariñosamente Lolita. Domina la técnica de hacer la pasta (mortero) sin agua. Su vagancia solo es superada por ineptitud y torpeza a la hora de trabajar, justificando que posee una desconocida dolencia a la que él se refiere como lo suyo, la cual focaliza en su estómago, pecho o espalda, según le convenga. Su plato favorito son las manitas de cerdo, que le prepara su cariñosa madre. Tiene un puercoespín de peluche vestido de albañil al que llama Gotelín, con el que siempre se acuesta. Al principio de la serie, Benito y su madre viven en el n.º 19 de la corrala. Pasados unos pocos episodios, aparecen de forma permanente en el n.º 20 de la misma. Utiliza una mueca muy característica, rozándose los dedos bajo la barbilla y diciendo: «Qué jodío». Debido a problemas de visión, fuerza la vista siempre que tiene que mirar a un punto concreto.

- Manuel «Manolo» Jumilla Pandero (Ángel de Andrés López) (1998-2001), nacido en Cachorrilla (un pequeño pueblo de Extremadura), es el jefe de Manolo y Compañía, el orondo socio y mejor amigo de Benito, y se autodefine como «albañil y pensador». Suele desempeñar las reformas sin errores y limpiamente, y la mayoría de las veces se ve solo ante ellas a causa de la tendencia de su compañero a escaquearse del trabajo. Dado que Benito siempre suele arruinar cada reforma, Manolo siempre le chilla por su nombre: «¡¡Benitoooooo!!». No soporta que Benito le reproche que no aparezca nombrado en las tarjetas de la compañía. Está casado con Adela, su celosa mujer, que le prepara a menudo su plato favorito, la chistorra. Tanto Benito como Manolo (él en mayor medida) suelen inventarse refranes castellanos, fruto de la mezcla de dos de ellos que sí son ciertos. Ambos suelen cantar también una antigua cantinela para levantar su moral, la cual solo tatarean como: «Lalilolaloleero, lalilolala...». Manolo y su mujer Adela viven en el n.º 24 de la corrala, siendo vecinos directos de Noelia y su familia. Su dos expresiones más famosas son: «¡¡Me cago en "tó" lo que se menea!!» y «¡Qué barbaridad, qué situación!». Tiene un gran problema a la hora de sacar los palillos de las palilleras y le gusta usar cualquier tipo de tubo o material cilíndrico como catalejo, a los que se refiere como sus «tubitos».

## La serie
La serie fue creada por Vicente Escrivá y Ramón de Diego, producida por Julio Sempere y dirigida por José Antonio Escrivá (hijo del creador de la serie), Pablo Ibáñez T., Carlos Serrano, Fernando Marino y Rafael de la Cueva.
Se ha emitido también en Factoría de Ficción, en otras emisoras de Atresmedia (Neox, Nova y Ver-T) y en diversas cadenas locales y autonómicas.
En su haber cuenta con dos premios GECA por ser una de las emisiones más seguidas durante los años 1998 y 1999. Asimismo fue finalista en los premios TP de oro de 1998 en la categoría de mejor serie nacional. Además, fue propuesta como mejor programa de ficción en los Premios de la Academia de la Televisión de España en 1999.
| Manos a la Obra - Premios | Manos a la Obra - Premios |
| ------------------------- | ------------------------- |
| Premio "Geca" Temp. 97-98 | Premio "Geca" Temp. 98-99 |
|                           |                           |

En 2006, Antena 3 decidió hacer una continuación de la serie, titulada Manolo y Benito Corporeision, que se estrenó el 25 de diciembre de ese mismo año. Pese a la expectación inicial y sus grandes audiencias en las primeras emisiones, la ficción fue perdiendo espectadores paulatinamente. Según los seguidores de la serie original, la razón de estos malos datos radicó en la incorporación desmesurada de nuevos personajes y tramas que eclipsaban a los protagonistas, sumado a la pérdida de la esencia simplista que caracterizó a la anterior.[cita requerida]
El 21 de noviembre de 2007, la serie se lanzó por primera vez en DVD al mercado doméstico, editándose los primeros 26 episodios de la misma en dos packs (dos temporadas) de cuatro DVD cada uno, con 13 episodios por pack. El 20 de agosto de 2015 se comercializó la serie completa (130 episodios) en DVD con motivo del 25 aniversario de Antena 3.

### Influencias
Desde su estreno siempre ha sido mostrada como una adaptación de la historieta Pepe Gotera y Otilio de Francisco Ibáñez, aunque encontramos algunas diferencias:[cita requerida]
- El aspecto físico es totalmente distinto.
- En el tebeo solo se centran en el trabajo única y exclusivamente, mientras que en la serie observamos que se le da importancia a las tramas personales.
- Otilio es una persona trabajadora, que comete errores debido a su torpeza, mientras que Benito es muy vago, aunque también comete errores.

El 22 de diciembre de 2009 el periódico 20 minutos entrevistó a Ibáñez, quien dijo en una respuesta que se dirigió a los productores de la serie, quienes le dijeron que no tenían nada que ver.

### Elementos
- La ficticia localización donde se sitúa el taller de reformas de la serie, la calle Lanzarote, existe en la realidad. Se encuentra en San Sebastián de los Reyes, a las afueras de Madrid, lugar en el que se encuentra la productora Acanto Cine y Vídeo y donde se grabó la serie. Como se puede deducir, es una localización ficticia inventada para la serie, puesto que en la misma se da a entender que se trata de una zona céntrica de Madrid.

- La serie utilizó hasta en seis episodios diferentes los mismos exteriores de un gran chalet en La Moraleja, con distintas tramas y argumentos. Este chalet era propiedad del creador de la serie, Vicente Escrivá. Los capítulos son:
  - Cap. 03, No trabajarás en domingo
  - Cap. 60, Benito Piscinas
  - Cap. 68, El cuerpazo del delito
  - Cap. 92, Pretty Workman
  - Cap. 93, Manos a la boda
  - Cap. 122, El Beniciento

- Un punto muy interesante en las secuencias de Manos a la obra eran los mensajes indirectos que mandaban. Un ejemplo lo podemos encontrar en un episodio en que Benito se ofusca y, mientras está leyendo el diario Marca, en portada aparece el titular Lopera se enfada (en referencia al mayor accionista y presidente del Betis, Manuel Ruiz de Lopera), acorde al personaje de Benito que también se apellida Lopera. En otra ocasión, Tato está haciendo de detective y llama a Benito, a quien le pregunta: «¿Cómo lo ves, Benito?», entonces levanta su periódico deportivo en el que aparece en portada el titular Lopera lo ve negro (también por alusión al accionista y presidente del Betis).

- También destaca la forma indirecta que emplea la productora de la serie, Acanto Cine y Vídeo, en publicitarse en ella. Por ejemplo, la furgoneta de Manolo y Compañía lleva impresos los teléfonos y dirección de la productora. En los episodios 58, Los teleñapas; 59, La dama y el vago-bundo; y 63, Benito se emancipa, se puede ver a Adela y a un figurante con una bolsa que pone claramente Acanto, el nombre de la productora.

- Como guiño particular al equipo de la serie, a menudo aparecían personajes que se apellidaban igual que algunos de sus componentes. Por ejemplo, a la agente de policía del barrio se la llamó Beatriz De Diego, como el cocreador, el guionista, el maquillador y la ayudante de maquillaje de la serie.

- En ocasiones y de manera esporádica, solía aparecer un coche de policía. Se trataba de un Smart Fortwo que pertenecía a la Policía Local de Alcobendas.

- La furgoneta usada en la serie (una Nissan Vanette) con matrícula M-1480-KY y cuyo titular era Aspa Vídeo S.L., productora de la serie, fue encontrada a mediados de 2008 en situación de abandono en la calle Salvador Allende en Madrid. Poco tiempo después, en noviembre del mismo año, fue retirada de circulación por el Ayuntamiento de Rivas-Vaciamadrid para ser destruida. En el capítulo de la cuarta temporada ¡Que nadie se mueva!, en el que son secuestrados por dos ladrones de poca monta, Benito y Manolo deben pintar la furgoneta para camuflarla. La pintan mitad rojo, mitad amarilla. Esta otra furgoneta, también una Nissan Vanette, tiene matrícula M-8558-JD.

- Tato, interpretado por Jorge Calvo, nombraba en varias ocasiones las series Compañeros y Los ladrones van a la oficina, alabando sus capítulos y los actores. Se podría pensar que es porque ambas telecomedias pertenecían a la misma cadena, Antena 3, pero en realidad era porque Jorge también había trabajado en esta última.

- En la serie se utilizaron dos furgonetas del mismo modelo, pero con diferencias, como se puede comprobar en el capítulo 30, Don Benito Tenorio, en el que la matrícula no es la misma. Además, a lo largo de la serie, las furgonetas sufrieron varias modificaciones, tales como: cambiar de color de blanco a rojo, cambio en la serigrafía que decora el vehículo entre episodios (colocación de las palabras Manolo y Compañía, líneas rojas en el frontal de las mismas...), logos de empresas sobre la chapa que aparecían y desaparecían de un capítulo a otro (Pinturas TKROM)...

- La serie fue en su momento líder en product placement,[9] una técnica publicitaria que consiste en la inserción de un producto o marca dentro de la narrativa del programa (mostrado, citado o utilizado por los actores) en al menos dos ocasiones en un mismo episodio.

- Durante los diez últimos episodios de la serie, la banda sonora de la misma cambió radicalmente por una mucho más tenue y desapercibida. Se achaca a una pérdida de las librerías de audio (fallo informático) o a una reducción en los costes de producción.

En la actualidad, Atresmedia comercializa los derechos de la ficción a cadenas de televisión y plataformas extranjeras bajo el título Let's get down a work (traducción de la expresión "manos a la obra"). La sinopsis para los posibles compradores es la siguiente: 
Manolo and Benito are two sloppy bricklayers who own the company 'Manolo & Associates'. Manolo's nephew and a Polish plumber help them with the business, usually in wealthy parts of town. But far from the expected results, it always ends up being a disaster, resulting in absurd situations. 

## Audiencia
| Manos a la obra - Resumen de audiencias | Manos a la obra - Resumen de audiencias | Manos a la obra - Resumen de audiencias  | Manos a la obra - Resumen de audiencias | Manos a la obra - Resumen de audiencias | Manos a la obra - Resumen de audiencias     | Manos a la obra - Resumen de audiencias             |
| --------------------------------------- | --------------------------------------- | ---------------------------------------- | --------------------------------------- | --------------------------------------- | ------------------------------------------- | --------------------------------------------------- |
| Temporadas                              | T1 (1-23)                               | T2 (24-63)                               | T3 (64-93)                              | T4 (94-104)                             | T5 (105-117)                                | T6 (118-130)                                        |
| Episodio más visto                      | 14.º El premio                          | 34º El inspector siempre llama dos veces | 70.º Benito deprimido                   | 94.º Media boda y un dineral            | 109.º El hijo de la novia                   | 119.º Tu al amarillo limón y yo a comerme el marron |
| Espectadores                            | 6.557.000                               | 5.943.000                                | 5.228.000                               | 5.388.000                               | 4.641.000                                   | 2.941.000                                           |
| Segundo más visto                       | 10.º El muro de Benito                  | 40.º Un servicio público                 | 71.º Espántame ese fantasma             | 95.º Mens plana in corpore plano        | 105.º Abandonos, mentiras y cintas de vídeo | 121.º ¿Si quiero?                                   |
| Espectadores                            | 6.442.000                               | 5.808.000                                | 5.168.000                               | 4.091.000                               | 4.362.000                                   | 2.756.000                                           |
| Tercero más visto                       | 20.º ¡Ego te absolvo, Benito!           | 35º Liberad a Tino                       | 74.ª La boda es sueño                   | 98.º Y si Adelita se fuera con otro     | 114.º La purga benito                       | 124.º Kid Manolo                                    |
| Espectadores                            | 6 365 000                               | 5 790 000                                | 5 135 000                               | 3.935.000                               | 3.947.000                                   | 2.742.000                                           |
| Media Total                             | 4.186.000 y 28,4%                       | 4.186.000 y 28,4%                        | 4.186.000 y 28,4%                       | 4.186.000 y 28,4%                       | 4.186.000 y 28,4%                           | 4.186.000 y 28,4%                                   |

En los tres largos años que Manos a la obra ocupó la noche de los jueves de Antena 3, nada ni nadie consiguió arrebatarle la primera posición. Ni el cine más potente de La 1, ni la abogada Ally McBeal en Telecinco, ni cualquier bombazo de la competencia. En su primera temporada, la serie alcanzó una media de 5 386 000 telespectadores, solo por detrás de otra ficción, Médico de familia.
Vistos los datos, Televisión Española intentó hacerle frente, anunciando en el verano de 1998 una nueva serie de Lina Morgan, para la noche de los jueves. La actriz venía de hacer Hostal Royal Manzanares y era uno de los rostros más queridos en aquella época, por lo que se esperaban estratosféricos resultados. Su nuevo proyecto llegó a primeros de octubre, efectivamente arrasando en audiencias (ese día superó en más de un millón de espectadores a Manos a la obra). Tan solo una semana tuvo que pasar para que las tornas cambiaran, y la comedia de Lina se hundió, perdiendo más de un millón de espectadores respecto a la anterior emisión. Una de dos (así se llamaba su serie), fue perdiendo espectadores hasta ser cancelada a los tres meses de emisión. Pero la cosa no terminó aquí. En 2001, la televisión pública lo volvió a intentar otra vez con Lina Morgan de reclamo, en una nueva serie titulada Academia de baile Gloria, donde ella era la protagonista. Para asegurarse revuelo mediático, Lina recurrió a imitar los gestos y el habla de Benito en las promociones, incluso en su primera emisión, en competencia directa con Manos a la obra, se mofó de los chapuzas y sus «ñapas», algo que sentó muy mal en el equipo de la serie.
Por su parte, Telecinco tampoco quería servir la victoria en bandeja a Antena 3, así que lo intentó con infinidad de series, tanto fuertes ficciones nacionales (7 vidas, Petra Delicado), como internacionales (Expediente X, Ally McBeal, Felicity). Pero ninguna de ellas lo consiguió.
Cabe destacar también los grandes datos que obtenían las reposiciones que se emitían a partir de las 23.00 horas (a continuación del capítulo de estreno de Manos a la obra). Normalmente el primer episodio, el de estreno, alcanzaba la primera posición en el ranking de programas más vistos de la jornada, y la reposición se movía entre la segunda o tercera plaza, con datos que oscilaban entre los 3 y los 3,5 millones de espectadores. La reposición más vista corresponde al 7 de enero de 1999, cuando 4.494.000 espectadores siguieron el segundo pase de un episodio de la serie.
El capítulo más visto de la serie (mirando solo cifras del primer pase) fue El premio, emitido el 16 de abril de 1998, con una media 6 557 000 espectadores. La media de la serie fue de un 28,4% de cuota de pantalla y 4.186.000 telespectadores.
La serie se convirtió en el buque insignia de la cadena Antena 3, debido a sus extraordinarias audiencias y sus grandes ingresos económicos por publicidad, ya que en su mayoría era seguida por un público familiar, cosa que atraía a los anunciantes.

## Tras el final de la serie
Inmediatamente después del fin de la serie en el verano de 2001, tanto Ángel de Andrés López como Carlos Iglesias interpretaron sketches en otras cadenas, encarnando o parodiando a sus personajes, Manolo y Benito.
- En El Show de Flo de Florentino Fernández. Los protagonistas de la serie tienen que superar los juegos de palabras que se les propone.[17][18][19]

- En uno de los sketches de El show de Cruz y Raya, Ángel de Andrés retoma su papel de Manolo, mientras que Benito es interpretado por José Mota.[20] En otro programa, Carlos Iglesias fue el invitado y aparece junto a los dos cómicos mientras José Mota vuelve a imitar a Benito.

- En la película Torrente 3: El protector, Carlos Iglesias retoma brevemente su papel de Benito, esta vez como jefe de obra.[21]

A finales del año 2015 fue la última ocasión que pudimos ver juntos a ambos protagonistas, en el espacio Ciudadano Cake de la cadena autonómica Telemadrid, en la que se les hizo una entrevista sobre los orígenes de la serie y su desarrollo.
A modo de curiosidad, el político Íñigo Errejón de Podemos, desveló en el programa de televisión La Sexta noche que fue un gran seguidor de la serie: «La recuerdo con muchísimo cariño. Es eso que tú sabes que te estás riendo por tonterías, pero que te ríes hasta que te duele la tripa», explicó al presentador del espacio. Además, reconoció que «siempre cuando se acababa, llamaba a mi amigo Guillermo para comentar la serie, para morirnos de risa».
En noviembre de 2022, Carlos Iglesias fue entrevistado en el programa Zapeando de La Sexta, donde recordó a su compañero Ángel de Andrés y compartió varias anécdotas del rodaje de la serie.

### Reemisiones
Inicialmente, el primer medio que reemitió la serie fue el canal de pago Factoría de Ficción, solo disponible en plataformas tales como Canal Satélite Digital, en torno a los años 2003-2004. Sin embargo, fue en 2005 cuando serie sufrió un nuevo boom mediático, volviendo a estar de moda desde que crearan las cadenas Nova y Neox en dicho año. La serie se reemitió en primer lugar en Neox y fugazmente en las mañanas de la propia Antena 3 en 2006, durante un hiato de producción matinal. 
En Neox se emitió íntegramente y en diferentes horarios, hasta que pasados dos años desde la creación del canal, se trasladó a Nova. En este otro canal, la serie se emitió nuevamente de forma ininterrumpida de lunes a domingo, a razón de dos episodios por las mañanas y otros dos por las tardes. Después pasó a emitirse únicamente los sábados y domingos, a razón de 3-4 episodios entre las 9.00h y las 13.00h. La serie acabó retirándose de la parrilla de Nova en el año 2012, tras un gran éxito de audiencia y hasta quince reposiciones de la serie completa.

### Fallida continuación
Dado el éxito de las reposiciones de Manos a la obra, Antena 3 decidió crear una serie secuela, titulada Manolo y Benito Corporeision. Fue estrenada por la misma cadena el 25 de diciembre de 2006 con un enorme éxito de audiencia: el primer episodio congregó ante la pantalla a una media de 4.464.000 seguidores, con un 25,8% de cuota de pantalla, y un 31,3% en el segmento familiar. En el minuto más seguido (a las 22:28h) el espacio alcanzó los 5.642.000 espectadores y estratosférico 32,2% de cuota. De la serie original continuaron los dos protagonistas, Ángel de Andrés López y Carlos Iglesias, así como Carmen Rossi, interpretando de nuevo a la madre de este último.
Sin embargo su calidad, personajes y argumento distaban extremadamente de la obra original, por lo que episodio tras episodio fue reduciendo drásticamente su audiencia, siendo rápidamente cancelada después de una sola temporada de 12 episodios y sin optar a una segunda.

## Legado

### 20º aniversario de Antena 3
Tiempo después del fin de la serie, en enero de 2010, con motivo del 20.º aniversario de Antena 3, la cadena propuso a sus telespectadores una variada gama de encuestas y homenajes a muchas de sus producciones y espacios a lo largo de esos veinte años. Entre estas encuestas, Manos a la obra fue seleccionada candidata para ser declarada como Mejor Serie de Antena 3 y Mejor Serie de Humor de Antena 3. Manos a la obra se situó líder de ambas listas, desbancando a otras producciones igualmente exitosas, reflejando que la producción seguía contando años después de su final con innumerables devotos y seguidores, lo que afianzó aún más si cabe su merecida fama y renombre.
También en enero de 2010, se realizó un programa especial del espacio Pánico en el plató, donde Ángel de Andrés realizó una escueta entrevista en conmemoración a la serie, durante la cual también apareció su compañero Carlos Iglesias.

### 25º aniversario de Antena 3:25 años emocionando
Para celebrar los 25 años en emisión de la cadena Antena 3, renombrada ahora como grupo Atresmedia, en enero de 2015, ésta decidió celebrarlo por todo lo alto con un lema propio de las redes sociales más recientes, #25añosemocionando, volcándose en ofrecer a los espectadores todo tipo de material y contenidos dedicados, tanto en televisión como a través de internet, a todas las producciones de mayor relevancia que habían pasado por la misma en todo ese tiempo.
En lo que respecta a Manos a la obra particularmente, en primer lugar se creó un sitio web especial, donde se alojaron contenidos de la misma, además de en el canal de YouTube oficial de la cadena: la primera cabecera de la serie con los primeros minutos del episodio 20, ¡Ego te absolvo, Benito!, y un fragmento aleatorio del episodio 31, Dos y dos son muchos. También, un apartado especial en el portal Atresplayer, con los 13 primeros episodios íntegros para su consumo en línea streaming, para usuarios suscritos , hecho que generó quejas dada la falta de disponibilidad de la serie completa de forma ilimitada. Posteriormente, Antena 3 hizo un programa especial documental llamado 25 años de historia de casi tres horas de duración, dividido en dos partes, donde la serie fue reseñada por muchos de los rostros de la cadena, entre otros programas recordados. Finalmente, la cadena celebró a finales del mismo enero de 2015 una gala especial con todos los protagonistas más emblemáticos de la cadena, donde, además de que la serie fuera reseñada como uno de los «25 momentos», dada su enorme popularidad y datos de audiencia en su momento, Ángel de Andrés y Carlos Iglesias tuvieron su minuto de gloria durante la misma, interviniendo y encarnando nuevamente a sus añorados personajes, Manolo y Benito, reproduciendo sus característicos chascarrillos. Además, a Carlos Iglesias le preguntaron los fans, fuera de escena, por la repercusión de la serie aún hoy en día, y él afirmó que se había convertido en una serie de culto y que a él le marcó un antes y un después en su carrera profesional .

## Ediciones en DVD

### Serie parcial: 52 episodios (2007-2010)
Tras su éxito con las correspondientes reemisiones previas, en 2007 Antena 3 decidió editar y publicar la serie Manos a la obra por primera vez, mediante la compañía Warner Home Video (vía Manga Films), en formato DVD. Se lanzaron el día 21 de noviembre de 2007 la primera y segunda temporada. La distribuidora dio una numeración y contabilización de temporadas diferente a como se emitieron por televisión originalmente. Su primera temporada incluyó los episodios 1 al 13; y la segunda, los episodios 14 al 26.
Tras un margen de tres años, en abril de 2010, y dadas las peticiones de los seguidores para que la serie continuara publicándose, la cadena lanzó otras dos temporadas más de la serie en DVD, con otros 13 nuevos episodios cada una. En esta ocasión, por parte de la nueva distribuidora Vértice Cine. El 14 de abril de 2010 se lanzaron la tercera y cuarta temporadas, con idéntico formato y precio a las dos anteriormente publicadas en 2007. La tercera temporada comprendía los capítulos 27 al 39; y la tercera, del 40 al 52. Nuevamente, no se respetó el orden de temporadas real emitido por televisión, inventando aleatoriamente la distribución de las mismas (solo 13 episodios cada una).
Warner Bros., Manga Films y Vértice Cine han remasterizado por completo cada uno de los episodios mejorando notablemente la calidad del sonido y la imagen. Cada pack de DVD incluye, además de los episodios, varios extras: tomas falsas (solo en la primera y segunda temporada), fichas artísticas, fichas técnicas y filmografías selectas de los protagonistas, así como de su creador, Vicente Escrivá.
Esto hizo un total de 52 episodios publicados de la serie hasta entonces (2010), sin que se volviera a tener noticias sobre su continuidad.

### Serie completa: 130 episodios (2015)
Tras el 25º aniversario de la cadena Antena 3, donde la serie fue recordada con especial honor y nostalgia, y siendo muchos los seguidores y fans que desde su emisión original hasta entonces (2015) habían solicitado insistentemente la publicación de la totalidad de la serie a directivos de Antena 3 por diferentes medios (web principal de la cadena, redes sociales...), se decidió publicar la serie nuevamente, y en esta ocasión, por fin, de forma completa (130 episodios), siendo Divisa S.A. la encargada de adquirir los derechos y lanzarla ese mismo año 2015. Esta compañía es la responsable de lanzar completas muchas de las producciones nacionales españolas de ficción exitosas de todos los tiempos de, además de la propia Antena 3, otras tantas cadenas españolas (La 1, Telecinco...), como por ejemplo Cuéntame cómo pasó, Isabel o Velvet. 
Finalmente, se lanzó la serie completa en DVD de Manos a la obra el 20 de agosto de 2015, en un pack con dos sets que incluyen los 130 episodios, 14 años después de su emisión original.
No obstante y a diferencia de su anterior edición, se echaron en falta diferentes extras (anuncio de la presentación de la serie, avances de episodios, cortinillas promocionales de la época, apariciones de los actores en galas de la cadena, tomas falsas...). Son numerosos los clips y secuencias mencionados que los fans aún publican en portales de alojamiento de vídeo tales como YouTube, rescatadas desde entonces.
La calidad de los episodios ha visto una notable mejoría, en cuanto a iluminación y saturación de color respecto a su emisión original en televisión, pero no ha sufrido cambios en su resolución y nitidez de imagen, de manera que solo se han restaurado parcialmente.
Conmemorar el mencionado 25º aniversario de Antena 3 ese año 2015 fue el motivo principal para el lanzamiento de la serie completa, simultáneo con el de otras series de cierta antigüedad como Un paso adelante, que hasta la fecha seguía igualmente inédita y fue por primera vez publicada completa.